# Xanthandrus setifemoratus
Xanthandrus setifemoratus är en tvåvingeart som beskrevs av Thompson 1981. Xanthandrus setifemoratus ingår i släktet malblomflugor, och familjen blomflugor.
Artens utbredningsområde är Jamaica. Inga underarter finns listade i Catalogue of Life.